# The Frantic Four Reunion 2013 - Live At Hammersmith Apollo
The Frantic Four Reunion 2013 - Live at Hammersmith Apollo è un album dal vivo della rock band inglese Status Quo, pubblicato nel settembre del 2013.

## Il disco
Dopo oltre 30 anni di litigi ed acrimonie, i quattro componenti originali degli Status Quo (che negli anni settanta venivano definiti dalla stampa d'oltremanica Frantic Four, ovvero I Frenetici Quattro), decidono di ritornare provvisoriamente insieme per lo svolgimento di una mini-tournée nel Regno Unito.
Inizialmente vengono fissate solo 5 date ma i biglietti vengono tutti venduti nel volgere di 20 minuti e la band decide di aggiungere altre 4 date, per un totale di 9 concerti, tutti sold out, tra il 6 ed il 17 marzo 2013.
I brani contenuti nel presente doppio album, vengono incisi nel corso dei due concerti che il gruppo svolge presso l'Hammersmith Apollo di Londra, uno dei luoghi storici della musica dal vivo britannica, appena ristrutturato, il 15 ed il 16 marzo del 2013.
Il disco entra al n. 37 delle classifiche inglesi.

## Tracce
Disco 1
1. Junior's Wailing - 4:21 - (Pugh/White)
2. Backwater - 4:20 - (Lancaster/ParfittYoung)
3. Just Take Me - 4:55 - (Lancaster/Parfitt)
4. Is There a Better Way - 3:46 - (Rossi/Lancaster)
5. In My Chair - 3:12 - (Rossi/Young)
6. Blue Eyed Lady - 3:47 - (Lancaster/Parfitt)
7. Little Lady - 3:13 - (Parfitt)
8. "Most of the Time - 3:18 - (Rossi/Young)
9. (April) Spring, Summer and Wednesdays - 4:13 - (Rossi/Young)
10. Railroad - 5:51 - (Rossi/Young)
11. Oh Baby - 4:49 - (Parfitt/Rossi)

Disco 2
1. Forty-Five Hundred Times - 5:12 - (Rossi/Parfitt)
2. Rain - 5:04 - (Parfitt)
3. Big Fat Mama - 5:27 - (Rossi/Parfitt)
4. Down Down - 5:57 - (Rossi/Young)
5. Roadhouse Blues - 6:48 - (Manzarek/Densmore/Morrison/Krieger)
6. Don't Waste My Time - 4:26 - (Rossi/Young)
7. Bye Bye Johnny - 6:41 - (Berry)

## Formazione
- Francis Rossi (chitarra solista, voce)
- Rick Parfitt (chitarra ritmica, voce)
- Alan Lancaster (basso, voce)
- John Coghlan (percussioni)

## Altri musicisti
- Bob Young (armonica a bocca nei brani Railroad e Roadhouse Blues)